# Josef Teomim

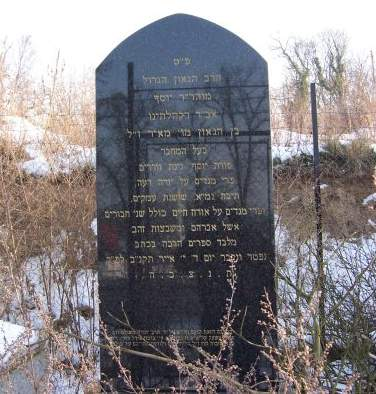
2004 neu errichteter Grabstein für Joseph Theomim auf dem Jüdischen Friedhof in Słubice

Josef Teomim (auch Joseph Teomim, Yosef Teomim, Patronym Joseph ben Meir Theomim, fälschlich Josef Teomin, genannt Pri Megadim oder Süße Frucht, hebräisch יוסף בן מאיר תאומים; geb. 1727 in Schtschyrez, Polen-Litauen, heute Ukraine, gest. 26. April 1792 in Frankfurt (Oder), Deutschland) war ein in Galizien und Deutschland tätiger Rabbiner.

## Leben
Nach seiner Geburt zog die Familie ins etwa 24 km nordöstlich gelegene Lemberg, wo Josephs Vater Meir Theomim (gest. 1772) als Dajan in einem Rabbinatsgericht (Beth Din), als Prediger (Maggid) und als Fachmann für religiöse Gesetze (Posek) arbeitete. Josef Theomim hatte zwei ältere Brüder, Samuel und Elijah. Joseph studierte bei seinem Vater die Tora. Als er 18 war, erschienen von ihm geschriebene Ergänzungen am Ende eines Buches seines Vaters.
Um 1744 zog Joseph Theomim nach Komarno, 32 km südwestlich Lembergs, wo er Toyba Eliakim (auch Taube Eliakim; gest. 28. April 1804 in Frankfurt (Oder)) heiratete, mit der er drei Kinder bekam: Israel, Frieda und Samuel. Joseph Theomim arbeitete als Kinderlehrer für Tora und Talmud (Melamed) und widmete jede freie Minute dem Studium und dem Schreiben von Büchern.
1767 ging er nach Berlin, um dort ungestört studieren und Bücher schreiben zu können. Joseph Theomim lehrte in Berlin in der jüdischen Hochschule (Beth Midrasch) des Bankiers Daniel Itzig. In seiner Berliner Zeit hatte er mehrere Auseinandersetzungen mit dem Vertreter der jüdischen Aufklärung (Haskala) David Friedländer, der Joseph Theomim nicht gern in Berlin sah.
Nach dem Tode seines Vaters 1772 wurde Joseph Theomim gebeten, diesem als Rabbiner und Rabbi in der Talmudhochschule (Jeschiwa) in Lemberg nachzufolgen. Er lehnte jedoch ab, weil er ein Buch fertigschreiben und drucken lassen wollte. Ende 1772 folgte er dann doch dem Ruf und wurde wie sein Vater Dajan, Maggid und Posek in Lemberg.
1782 wurde Joseph Theomim zum Richter im Hohen Rat (Av Beth Din) und Rabbiner in Frankfurt (Oder) ernannt, was er bis zu seinem Tode blieb. Sein Anstellungsvertrag von 1781 und Kopien von Briefe von ihm sind in den Zentralarchiven für die Geschichte des Jüdischen Volkes in Jerusalem (hebräisch הארכיון המרכזי לתולדות העם היהודי ירושלים חל"צ) unter der Inventarnummer 5683 erhalten.
Joseph Theomim wurde auf dem Jüdischen Friedhof in Frankfurt (Oder)-Dammvorstadt, heute Słubice, begraben. Der Friedhof überstand die Nazizeit, wurde jedoch in den 1970er Jahren weitgehend eingeebnet. 2004 wurde das Gelände der jüdischen Gemeinde von Szczecin überschrieben. Der New Yorker Rabbi Berel Polatsk stiftete im selben Jahr einen neuen Grabstein für Theomim, der von Miklós Horváth aus Nyíregyháza, Ungarn ausgeführt wurde. Die Inschrift weicht von der des alten Steines ab.

## Werke
Theomim war einer der fortschrittlichsten Rabbiner seiner Zeit, der tiefe Kenntnisse der Rabbinischen Literatur besaß und sich gut in den Theologischen Wissenschaften auskannte.
- Pri Megadim (פרי מגדים), eine Exegese zu einigen der wichtigsten Kommentatoren des Buches Schulchan Aruch; im Abschnitt Orach Chayyim schrieb er die Mishbetzot Zahav mit einer Exegese zu David ben Samuels Ṭurei Zahav, und der Eshel Avraham über Avraham Gombiners Magen Avraham (Frankfurt (Oder), 1753).  Im Abschnitt Yoreh De'ah schrieb er die Siftei Da'at über Shabbethai Kohens Siftei Kohen (hebräisch ש"ך; Berlin, 1772) und setzte die Mishbetzot Zahav fort.
- Porat Yosef, Novellen zu Yebamot und Ketubot, mit Regeln zu Entscheidungen nach der Halacha (Zolkiev, 1756)
- Ginnat Vradim, siebzig Regeln für das Verständnis des Talmud (Frankfurt/Oder, 1767)
- Tebat Gome, über die Teile des Sabbat (Frankfurt (Oder), 1782)
- Shoshanat ha-'Amakim, eine Methodik des Talmud, zusammen mit Tebat Gome herausgegeben
- No'am Megadim, Kommentare zu den Gebeten, zusammen mit dem Gebetbuch Hegyon Leb herausgegeben
- Rosh Yosef, Novellen zu Qodaschim

Theomim hinterließ die Manuskripte Sefer ha-Maggid (ein Kommentar zur Tora und zu den Haftarot, Gebete für Sabbat und Feiern und einen zweibändigen Kommentar zu Sprüche der Väter) und Em la-Binah (ein hebräisch-aramäisch-biblisch arämisches Lexikon). Ein seiner Einleitung zu Em la-Binah erwähnt Theomim eine große Anzahl eigener Schriften zur Halacha und über Ethik, die nicht mehr existieren.